# 濟賓
50°43′25″N 29°11′52″E / 50.72361°N 29.19778°E
濟賓（烏克蘭語：Зибин），是烏克蘭北部的村莊，隸屬日托米爾州的科羅斯滕區。該村始建於1923年，面積0.44平方公里，海拔高度155米，2001年人口57，人口密度每平方公里128.96人。